# Virgiliu Stănescu
Virgiliu Stănescu (n. 20 mai 1892 - d. secolul al XX-lea) a fost un general român de geniu care a luptat pe frontul antisovietic în cel de-al Doilea Război Mondial.

## Cariera militară
Colonelul Stănescu a îndeplinit funcția de comandant al Regimentului 7 Pionieri, coordonând la începutul campaniei de eliberare a Basarabiei activitatea de construire a podurilor peste râul Prut la Fălciu, Bogdănești, Albița și Oancea și peste Nistru la Tighina, iar apoi a podurilor de la est de Nistru. A fost decorat pe 23 decembrie 1941 cu Ordinul „Coroana României” cu spade în gradul de comandor și cu panglică de „Virtute Militară” „pentru activitatea și priceperea cu care a condus lucrările de geniu la construirea podurilor peste Prut, dela Fălciu, Bogdănești, Albița, Oancea și Tighina. De asemeni, a continuat eforturile în operațiunile dela Est de Nistru, cu aceeași pricepere și destoinicie, asigurând comunicațiile din zonă și construind în timp util podurile dela Maiaki, Bilaewka și Coremaz”.
A fost înaintat apoi la gradul de general de brigadă.
Generalul de brigadă Virgil Stănescu a fost trecut în cadrul disponibil la 9 august 1946, în baza legii nr. 433 din 1946, și apoi, din oficiu, în poziția de rezervă la 9 august 1947.

## Decorații
- Ordinul „Coroana României” în gradul de Comandor (8 iunie 1940)[4]
- Ordinul „Coroana României” cu spade în gradul de comandor și cu panglică de „Virtute Militară” (23 decembrie 1941)[2]
- Ordinul 23 August clasa a IV-a (10 august 1964) „pentru merite deosebite în opera de construire a socialismului, cu prilejul celei de a XX-a aniversări a eliberării patriei”[5]